# Adenophora amurica
Adenophora amurica är en klockväxtart som beskrevs av C.X.Fu och M.Y.Liu. Adenophora amurica ingår i släktet kragklockor, och familjen klockväxter. Inga underarter finns listade i Catalogue of Life.